# Štefan Boleslav Roman
Štefan Boleslav Roman (17. dubna 1921, Veľký Ruskov – 23. března 1988, Toronto, Kanada), byl kanadský průmyslník slovenského původu, v letech 1971–1988 první předseda a zakladatel Světového kongresu Slováků.
V roce 1937 odešel do Kanady. Ve druhé světové válce už bojoval jako kanadský voják. V roce 1945 začal organizovat důlní společnost. Začátkem padesátých let založil společnost Denison Mines Limited, která se časem stala vlastníkem největších uranových dolů na světě[kde?] [které?].
V bratislavské Petržalce je po něm pojmenována ulice. Ve městě Trebišov je po něm pojmenováno náměstí.
Roman získal řadu ocenění a vyznamenání. Je to například papežské vyznamenání – velitel rytířů Řádu Svatého Řehoře Velikého. Čestný doktorát tří kanadských univerzit. Vyznamenání kanadské vlády Order of Canada. V roce 1986 za spolupráci se Sudetoněmeckým landsmanšaftem obdržel Cenu Karla IV. Na Slovensku byl oceněn až v roce 1990, kdy mu předsednictvo SNR udělilo Národní cenu SR in memoriam. V roce 1995 mu slovenský prezident Michal Kováč udělil nejvyšší státní vyznamenání, Řád Bílého dvojkříže I. třídy in memoriam.